# Canarana brachialis
Canarana brachialis är en skalbaggsart som först beskrevs av Guérin-Méneville 1855.  Canarana brachialis ingår i släktet Canarana och familjen långhorningar. Inga underarter finns listade.